# Bistum Gregorio de Laferrère
Das Bistum Gregorio de Laferrère (lat.: Dioecesis Gregorii de Laferrere, span.: Diócesis de Gregorio de Laferrère) ist eine in Argentinien gelegene römisch-katholische Diözese mit Sitz in Gregorio de Laferrère.

## Geschichte
Das Bistum Gregorio de Laferrère wurde am 25. November 2000 durch Papst Johannes Paul II. mit der Apostolischen Konstitution Haud parva laetitia aus Gebietsabtretungen des Bistums San Justo errichtet und dem Erzbistum Buenos Aires als Suffraganbistum unterstellt.

## Bischöfe von Gregorio de Laferrère
- Juan Horacio Suárez, 2000–2013
- Gabriel Bernardo Barba, 2013–2020, dann Bischof von San Luis
- Jorge Martín Torres Carbonell seit 2020